# Anthemis cotula
Anthemis cotula, también conocida como manzanilla hedionda, es una especie de planta anual con un olor perceptible y fuerte. El olor es a menudo considerado desagradable, y es por ello por lo que se gana el epíteto común de "que apesta". Es nativa de Europa y Norte de África y ha migrado con éxito a América del Norte, África del Sur, Australia y Nueva Zelanda donde se pueden encontrar en los terrenos baldíos, junto a las carreteras, y en los campos. Anthemis cotula es considerada una maleza debido a su tendencia a invadir las zonas cultivadas.

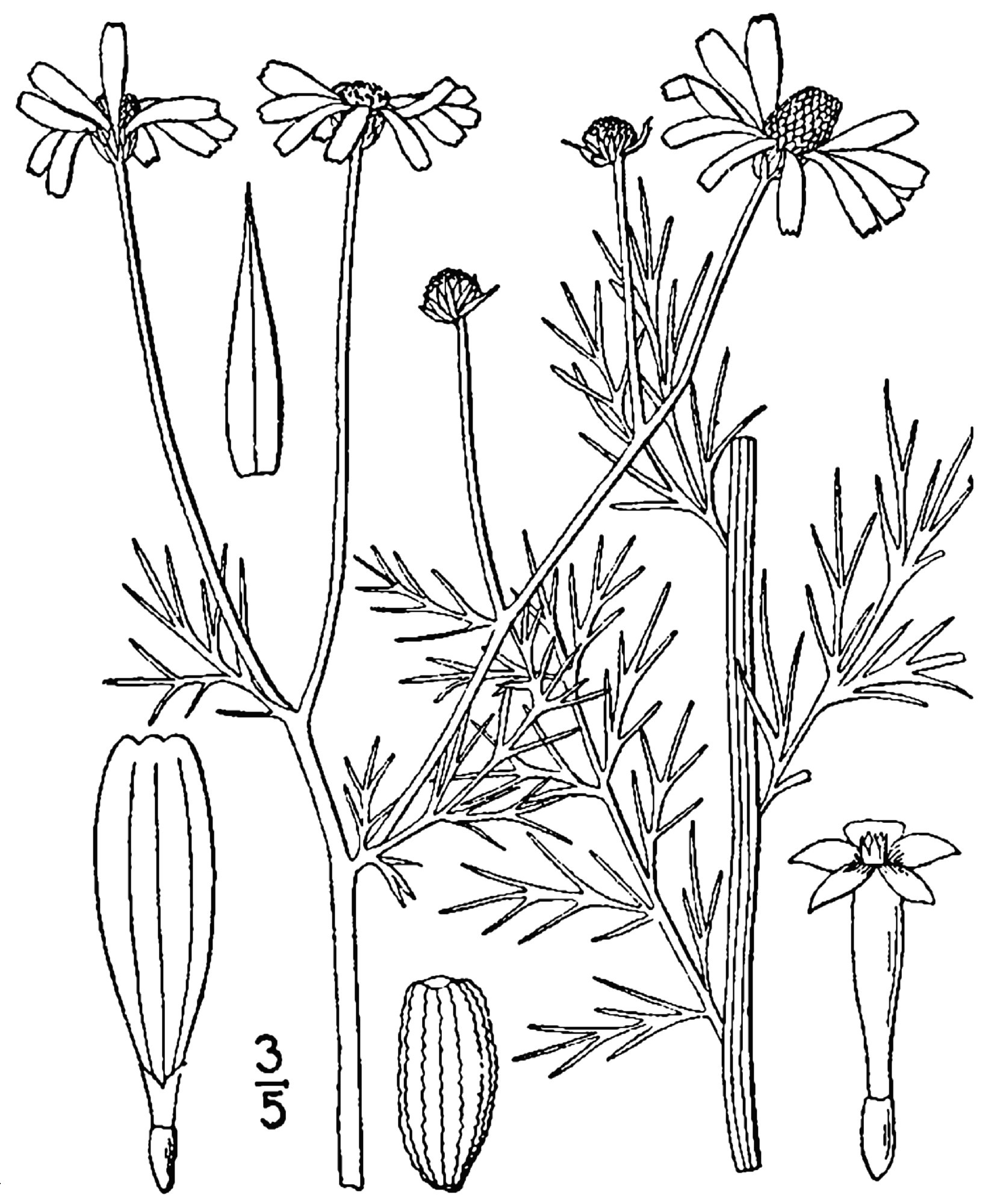
Ilustración de N. Lord Britton & A. Brown 1913.

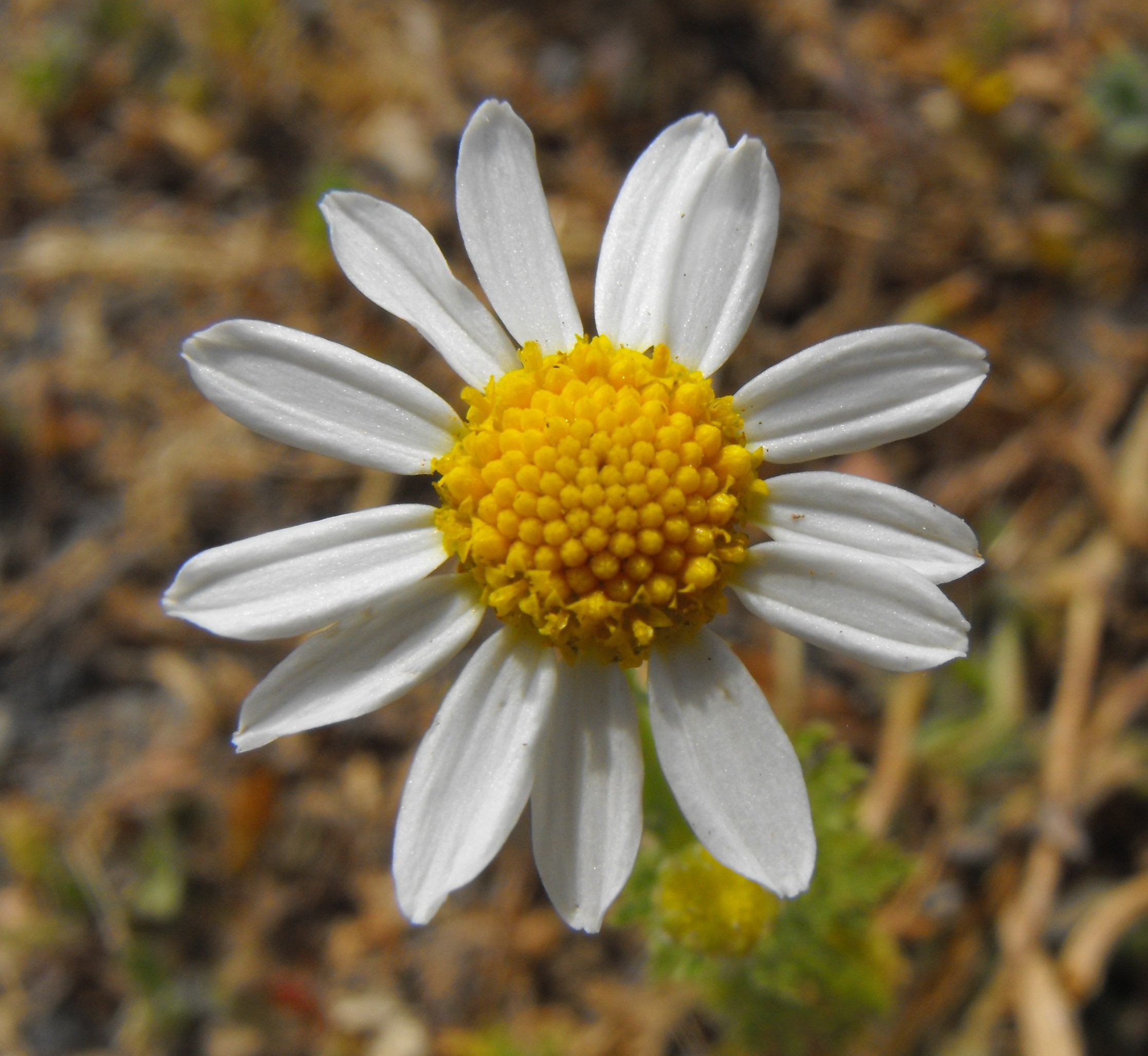
Detalle de la flor

## Descripción
Anthemis cotula se llama así por su semejanza con la piraña de la manzanilla, ambas tienen tallos ramificados erguidos coronados por una sola flor grande, aunque la "manzanilla hedionda" se distingue por la falta de las escalas membranosas que tiene por debajo de las flores de la manzanilla real, así como por su fuerte olor característico. Las hojas tienen una apariencia similar a los de la planta de hinojo (Foeniculum vulgare), de la que se deriva el nombre de "Hinojo de perro".
Es una planta glandular anual con un sabor áspero y un olor acre. Su altura varía de 28 a 56 cm. Las hojas de la planta a veces tienen pelos muy finos y suaves en la superficie superior, aunque la planta está en su mayoría sin vello. Las hojas son pinnadas, con muchos lóbulos extremadamente delgados, y pueden tener alrededor de 2,5 a 5 cm.
Cada tallo está rematado por una inflorescencia única, que suele tener alrededor de 2,34 cm de diámetro, inflorescencia en capítulo. Los frutos son aquenios (sin vilano).

## Propiedades
Indicaciones: es antiespasmódico, emenagogo, emético, tónico, febrífugo, carminativo, vermífugo, vulnerario.

## Taxonomía
Anthemis cotula fue descrita por    Carlos Linneo y publicado en Candollea xxiii. 148 (1968)
Citología
Número de cromosomas de Anthemis cotula (Fam. Compositae) y táxones infraespecíficos: 2n=18
Etimología
Anthemis: nombre genérico que viene de la palabra griega: "Anthemon" (= flor) luego se transformó en "Anthemis" (= pequeña flor) y se refiere a " las inflorescencias de las plantas. Este nombre fue utilizado por los antiguos griegos para indicar una de las muchas especies de manzanilla.  El nombre científico aceptado actualmente ( Anthemis ) fue asignado a este género por Carlos Linneo (1707-1778), biólogo y escritor sueco, considerado el padre de la moderna clasificación científica de los organismos vivos, en la publicación de Species Plantarum de 1753. En realidad, fue el botánico toscano Pier Antonio Micheli (1679-1737) quien propuso originalmente el nombre de este género en su obra Nova plantarum genera: iuxta Tournefortii methodum disposita (1729).
cotula: epíteto que proviene de la palabra griega para "taza", describiendo la forma de las flores, el nombre fue asignado por Carlos Linneo en su obra Species Plantarum en 1753.
Sinonimia

NOTA: Los nombres que presentan enlaces son sinónimos en otras especies: 
- Anthemis cotula subsp. psorosperma (Ten.) Arcang.
- Anthemis cotuloides Rafin.
- Anthemis foetida Lam.
- Anthemis psorosperma Ten.
- Anthemis ramosa Link
- Anthemis sulphurea Wall.
- Chamaemelum cotula (L.) All.
- Chamaemelum foetidum
- Maruta cotula (L.) DC.
- Maruta foetida (Lam.) Cass.
- Maruta vulgaris Bluff & Fingerh.
- Matricaria cotula (L.) Baill.

## Nombres comunes
- Castellano: camomila fina, cotula fétida, magarza, magarza hedionda, magarza pajosa, magarza pobre, magarzuela, manzanilla bastarda, manzanilla borde, manzanilla de burro, manzanilla fétida, manzanilla fina, manzanilla hedionda, manzanilla loca, margarita fedionda, margaritas, margaza, margazuela, matagata, matagatas, ojo de caballo.[10]